# Heta
Heta (ἧτα, pisana Ͱͱ) – litera alfabetu greckiego oznaczająca spółgłoskę [h], przedstawiająca ją jako pełną literę, a nie tylko jako znak diakrytyczny spiritus asper wywodzący się z tej litery, która z kolei wywodzi się z lewej połówki litery eta. 

## Kodowanie
W Unicode litera jest zakodowana:
| Znak | Unicode | Kod HTML            | Nazwa unikodowa           | Nazwa polska              |
| ---- | ------- | ------------------- | ------------------------- | ------------------------- |
| Ͱ    | U+0370  | &#x0370; lub &#880; | GREEK CAPITAL LETTER HETA | wielka litera grecka heta |
| ͱ    | U+0371  | &#x0371; lub &#881; | GREEK SMALL LETTER HETA   | mała litera grecka heta   |